# Kimberly Holland
Kimberly Holland (Humble, 1º agosto 1982) è una modella statunitense.
Deve la sua popolarità ai numerosi servizi a lei dedicati dalla rivista Playboy. La sua prima apparizione è avvenuta nel numero di dicembre 2003 della rivista in occasione della ricerca della playmate del cinquantesimo anniversario di Playboy. In seguito Kimberly è stata nominata "Cyber Girl of the week" per la quarta settimana di gennaio 2004 vincendo poi il titolo di "Cyber Girl of the month" nel maggio dello stesso anno. In entrambe le occasioni i servizi fotografici sono stati pubblicati sul "Cyber Club" di Playboy. Inoltre la Holland è stata scelta come playmate per il mese di ottobre 2004. Sempre nel 2004 Kimberly è riuscita a laurearsi in marketing presso l'Università di Houston, Texas.
Le ultime apparizioni della Holland su Playboy risalgono al febbraio 2006 quando ha posato nuovamente per il Cyber Club nella speciale e prestigiosa sezione Playmate Xtra.